# Bernard Anthonioz
Pour les articles homonymes, voir Anthonioz.
François Bernard Charles Anthonioz (Genève, 28 janvier 1921 - Paris 6e, 14 juillet 1994) est un éditeur d'art et haut fonctionnaire français.
Il a été directeur de la création artistique au ministère des Affaires culturelles, sous André Malraux, et fondateur du Centre national d’art contemporain (précurseur du Musée national d'Art moderne).
Il est le frère de Pierre Anthonioz.

## Biographie
Fils de Charles Anthonioz, sculpteur, et d'Eugénie Moynat, il fit des études secondaires au collège de Genève, puis des études universitaires à la faculté des lettres de Lyon et à la faculté de droit de Genève. 
Il s'engagea dès 1940 comme combattant volontaire de la Résistance.[réf. nécessaire]
De 1941 à 1946, Bernard Anthonioz fut secrétaire de rédaction des Cahiers du Rhône, collection des éditions de La Baconnière dirigée par Albert Béguin, et aux éditions des Trois Collines, à Genève. Il participa ainsi à l’édition en Suisse de textes de la Résistance intellectuelle que la censure de l’Occupation empêchait de publier en France, comme Les Yeux d’Elsa de Louis Aragon en avril 1942, ou Poésie et vérité de Paul Éluard en février 1943. 
En 1946, après avoir été correspondant, il devint responsable des éditions Albert Skira en France, où il édita notamment Le Musée imaginaire (1947) et La Création artistique (1948) d'André Malraux, dans la collection "Psychologie de l’art". Il y publia également des ouvrages consacrés à des artistes comme Balthus, Alberto Giacometti, Fernand Léger, Henri Matisse…
De 1947 à 1952, il fut chargé des éditions et des affiches au secrétariat national à la propagande du Rassemblement du peuple français (RPF), dirigé par Malraux.
De 1952 à 1958, il fut chargé de mission au commissariat au Tourisme. En tant que responsable des programmes d’édition et de documentation, il fit appel aux photographes Hélène Adam, Ina Bandy, Brassaï, Henri Cartier-Bresson, Robert Doisneau, Gisèle Freund, et aux maquettistes Jeanine Fricker et Massin. 
En juin 1958, il devint chargé de mission au cabinet d'André Malraux, alors ministre délégué à la présidence du Conseil . À partir de février 1959, il travailla à l’élaboration du ministère des Affaires culturelles avec Albert Beuret, Geneviève de Gaulle-Anthonioz, Pierre Juillet, Georges Loubet et Pierre Moinot. Il resta chargé de mission - responsable notamment de l’Architecture et des Monuments historiques - au cabinet de Malraux jusqu'en mai 1962, où il fut nommé, pour quelques mois, conseiller technique au même cabinet . 
En octobre 1962, il devint chef du service de la Création artistique, qui couvrait l’activité du Mobilier national et des manufactures nationales (Les Gobelins, Beauvais, La Savonnerie et Sèvres), le contrôle de la politique du 1 % artistique, les achats et commandes de l’État, auxquels est venue s’ajouter ensuite la politique sociale en direction des artistes. 
En 1966, il fut nommé inspecteur général de la Création artistique , et en 1967, il assura la tutelle du Centre national d'art contemporain (CNAC), nouvellement créé. 
En 1976, il devint président de la commission d'achat du Fonds national d'art contemporain (FNAC) et secrétaire général de la Fondation nationale des arts graphiques et plastiques (qui fut à l'origine, en 2006, de la création de la Maison d'art Bernard Anthonioz, à Nogent-sur-Marne (Val-de-Marne). Il conserva la direction du service de la Création artistique jusqu'en 1982, où il fut chargé de la mise en place des vingt-deux Fonds régionaux d'art contemporain (FRAC). 
Il part à la retraite en 1986. De 1985 à 1994, il préside la fondation La Ruche-Seydoux, et de 1987 à 1994, la fondation Albert Gleizes.

## Vie privée
Bernard Anthonioz épouse le 29 mai 1946[réf. nécessaire], à Notre-Dame de Genève, Geneviève de Gaulle, avec qui il eut quatre enfants, dont Michel Anthonioz.

## Publications
- Peinture en France 1900-1967. Exposition itinérante organisée par le ministère des Affaires culturelles de France et par le Musée national d'art moderne, catalogue dirigé par Kurt Wiener, avant-propos par Jean-Noël Tremblay et Annemarie H. Pope, introduction par Pierre Moinot et Bernard Anthonioz, Washington : International exhibitions Foundation, 1968.
- Trois sculptures : Paris, Centre national d' art contemporain, 23 avril-13 mai 1968, préface par Bernard Anthonioz, Paris : Centre national d'art contemporain, 1968.
- Art et architecture, bilan et problèmes du 1 % , introduction et historique par Edmond Michelet, Pierre Billecocq et Bernard Anthonioz, Paris : ministère des Affaires culturelles, 1970.
- Festival (Ve) international de la peinture. Cagnes-sur-mer, 1973  / avant-propos par Pierre Sauvaigo, préface par Bernard Anthonioz, introduction par D. J. Clergue, Cagnes-sur-Mer : impr. R. Zimmermann, 1973.
- Hommage à Tériade : [exposition], Grand Palais du 16 mai au 3 septembre 1973 / [organisée par le] Centre national d'art contemporain, ministère des Affaires culturelles, texte rédigé par Michel Anthonioz, introduction par Bernard Anthonioz, préface par Jean Leymarie, Paris : Centre national d'art contemporain, 1973.
- Chemins de la création  : [exposition, Château d'Ancy-le-Franc], 11 juin-11 septembre 1977 / [organisée par l'association Yonne et tourisme et par le service de la Création artistique du Secrétariat d'État à la Culture] ; catalogue de Bernard Anthonioz et Marie-Claude Morette, Auxerre : Association Yonne et tourisme, 1977.
- [Contribution au Rapport Cohen-Salvador], in Pour une nouvelle condition de l'artiste, Paris : La Documentation française, 1978.
- Ateliers d'aujourd'hui : œuvres contemporaines des collections nationales : accrochage / Centre Georges Pompidou, Musée national d'art moderne ; introduction par Bernard Anthonioz et Pontus Hulten, Paris : [Centre Georges Pompidou], 1978-1980.
- Karskaya : Fondation nationale des arts graphiques et plastiques, Paris, [17 juin-14 août 1980] , catalogue par Bernard Anthonioz, Kenneth White et André Berne-Joffroy, Paris (11, rue Berryer, 75008) : Fondation nationale des arts graphiques et plastiques, 1980.
- Mohand Amara, Miklos Bokor, Komet, Odile Mir, Gilbert Pastor : Paris, Fondation nationale des arts graphiques et plastiques, 12 avril - 8 mai 1983 / textes de Bernard Anthonioz, Cueco, Gaston Puel, Miklos Bokor et Pierre Gaudibert, Paris : Fondation nationale des arts graphiques et plastiques, 1983.
- Anthonioz Bernard, "Malraux et les artistes", in Villa Medici – Journal de voyage , 2e année, n°4-5, 1988 : Actes du « Colloque Malraux » tenu à la Villa Medicis du 23 au 25 mai 1986.
- Anthonioz Bernard, "Le Rôle d’André Malraux dans l’histoire de la politique culturelle de la France", in  De Gaulle, Malraux. Actes du colloque tenu à l’Institut Charles-de-Gaulle, les 13, 14 et 15 novembre 1986 , Paris, Plon/ Institut Charles-de-Gaulle, 1987.
- L'Art des nœuds Maedŭp : tradition de la parure coréenne dans l'œuvre de Mme Kim Hee-Jin : [exposition], Dunkerque, Musée des beaux-arts, 8 juillet-15 août 1988, préface de Laurence Le Cieux, Bernard Anthonioz, Kyung-Sung Lee, [et al.], Dunkerque : Musée des beaux-arts, 1988.